# Ectaetia turkestanica
Ectaetia turkestanica är en tvåvingeart som beskrevs av Nina Krivosheina 2002. Ectaetia turkestanica ingår i släktet Ectaetia och familjen dyngmyggor.
Artens utbredningsområde är Turkmenistan. Inga underarter finns listade i Catalogue of Life.